# Mniszek (Rudawy Janowickie)
Mniszek – skały w południowo-zachodniej Polsce, w Sudetach Zachodnich, w Rudawach Janowickich, na Janowickim Grzbiecie.

## Położenie
Mniszek położony jest w Sudetach Zachodnich, w północnej części Rudaw Janowickich, we wschodniej części Janowickiego Grzbietu, na zachodnim zboczu Świniej Góry, na wysokości ok. 690–700 m n.p.m..
Obok znajduje się wiele drobnych skałek i bloków, w szerszej okolicy występują: Kamienna Twarz, Obła, Diabelski Kościół, Pieklisko, Starościńskie Skały, Strużnickie Skały.

## Charakterystyka
Skała oraz leżące wokół bloki zbudowane są z granitu karkonoskiego. Skała pocięta jest ukośnie biegnącymi spękaniami ciosowymi, sprawiając wrażenie przekrzywionej. Kiedyś znajdowała się w wysokopiennym lesie świerkowym, obecnie leży w górnej części dużego wyrębu.

## Ochrona przyrody
Obła znajduje się w Rudawskim Parku Krajobrazowym.

## Turystyka
W pobliżu nie przebiegają żadne szlaki turystyczne.